# سمفونی شماره ۱ (فرانک)
سمفونی شماره ۱ در دو مینور اُپوس ۳۲، نخستین سمفونی اثر لوئیز فَرانْک (۱۸۰۴–۱۸۷۵)، آهنگساز فرانسوی سبک رمانتیک است. فَرانْک این اثر را در سال ۱۸۴۱ یا ۱۸۴۲ نوشت. سمفونی شماره ۱ فَرانْک در ۲۳ فوریهٔ ۱۸۴۵ در بروکسل و به رهبریِ فرانسوا-ژوزف فِتی اجرا شد.

## موومان‌ها
سمفونی شماره ۱ فَرانْک در چهار موومان تصنیف شده‌است:
1. آندانته سُستِنوتو ـ آلگرو
2. آداجو کانتابیله
3. منوئه. مودِراتو
4. آلگرو آسایی

اجرای سمفونی شماره ۱ فَرانْک، به‌طور معمول، بین ۳۰ تا ۳۵ دقیقه به طول می‌انجامد.